# دانشگاه فدرال گویاس
دانشگاه فدرال گویاس (پرتغالی: Universidade Federal de Goiás یا UFG) یک دانشگاه دولتی در ایالت گویاس برزیل است که مرکز آن در گویانیا واقع شده و دارای چندین پردیس دانشگاهی در شهرهای کاتالائو، گویاس و Jataí است. این دانشگاه دارای ۲۸٬۸۹۹ دانشجو و ۱۵۰ رشته کارشناسی است.
این دانشگاه در پی ادغام چندین کالج در ۱۴ دسامبر ۱۹۶۰ تأسیس شد و تنها دانشگاه فدرال این ایالت و بزرگ‌ترین و ثروت‌مندترین دانشگاه منطقه مرکز-غرب برزیل به‌شمار می‌رود. همچنین طبق اعلام مؤسسه ملی مطالعات و تحقیقات آموزش و پرورش برزیل وابسته به وزارت آموزش این کشور، دانشگاه فدرال گویاس دومین دانشگاه برتر منطقه مرکز-غرب پس از دانشگاه برازیلیا به‌شمار می‌رود.